# Rácz Tamás (humorista)
Rácz Tamás (Budapest, 1989. december 25. –) magyar humorista.

## Életpályája
2009 szilveszterén nyerte meg a Magyar Televízió Mondom a magamét című humorista-tehetségkutatóját. Ezt követően járta az országot stand-up műsoraival, rendezvényeken, falunapokon, közösségi házakban, színházakban és klubokban fellépve.
2010 áprilisától angol nyelven jelentős brit komikusok magyarországi műsorait nyitotta meg. Ennek eredményeként turnézott más európai országokban is.
2011 óta él az Egyesült Államokban. 2013 és 2015 között a minneapolisi Brave New Workshop improvizatív színház növendéke és előadója, valamint a helyi stand-up klubok rendszeres fellépője volt.
2016 óta New Yorkban él, az Upright Citizen's Brigade színháztól szerzett jelenetírói képesítést, ahol a jeleneteit be is mutatták.
Jelenleg (2020) a manhattani Broadway Comedy Club állandó fellépője.

## Díjai
- Első helyezett - Mondom a magamét (MTV) (2009)